# 張道藩
張道藩（1897年8月9日—1968年6月12日），乳名振宗，原名道隆，字卫之，貴州盤縣人，美術教育者。曾於1952年3月11日－1961年2月24日擔任中華民國立法院院長。祖父張友程同治癸酉科拔貢、父張家鳳，母伍氏。

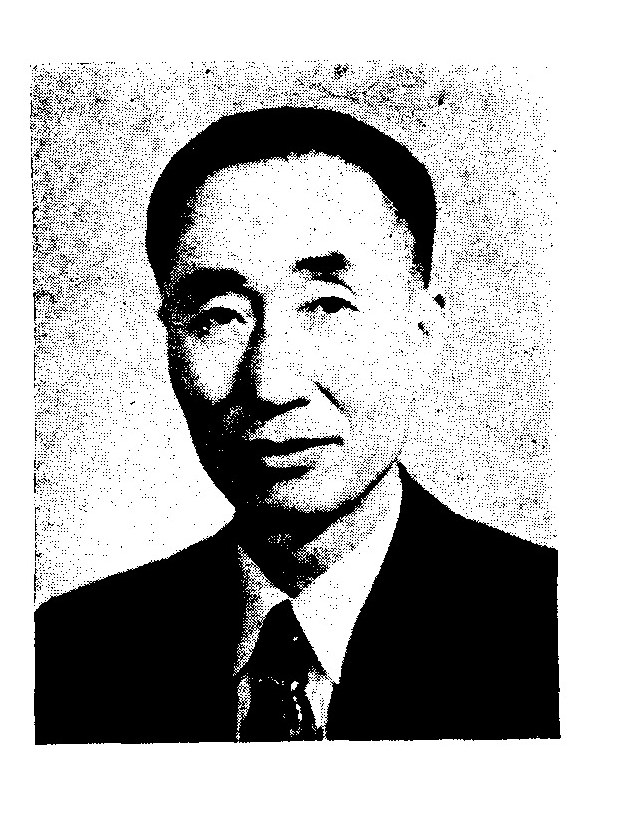

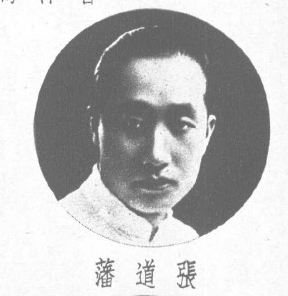

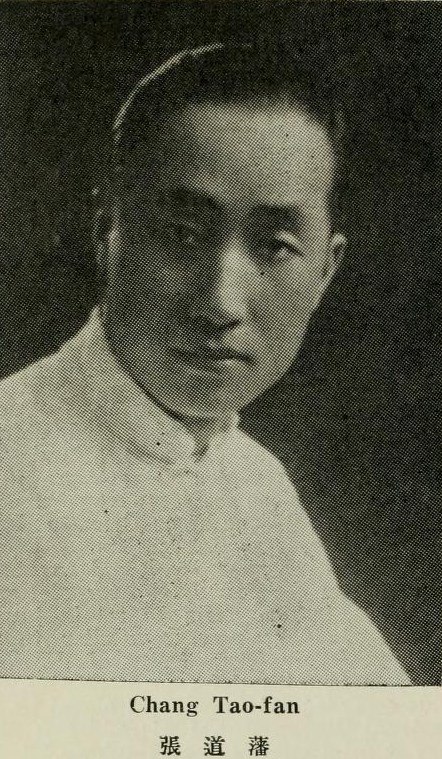

## 生平
1897年，張道藩生於貴州盤縣。五歲發蒙，七歲入讀私塾。15歲時父親為他改名「道隆」，也結束了私塾教育，投考盤縣高級小學，畢業後，本來計畫到貴陽讀中學或師範學校，但因家貧無法籌得學費，只能在家自修。1915年2月，應聘普安縣私立初等小學，擔任教員。1916年，辭去小學教職，並隨時任國會參議員的五叔張蓮仙赴北京設法升學。9月，插班考入天津南开中学，經由七叔張蓮舫加入中华革命党，但從未拿到黨證。1917年，因張勳擁溥儀復辟，國會解散，五叔失業，無法再資助他讀書，因而輟學。恰巧張蓮仙的父親張笏香奉派出任歸察特別區菸酒公賣總局的總辦，乃帶他到歸化城總局去工作。
1919年11月，受吳稚暉感召赴法勤工儉學。1920年1月9日，抵達倫敦，遇到留英的南開同學接應被告知法國就業情事緊張，很難找到工作，於是他先到曼徹斯特的維多利亞公園中學補習英文，準備考大學。暑假，張道藩回到倫敦，受到曲卓新資助和吳稚暉介紹他進入克萊佛學院就讀。1921年8月，考入倫敦大學學院美術部思乃德學院，結識同在倫敦大學學習的傅斯年。1922年，在劉紀文、邵元沖兩人的介紹下加入中國國民黨。1923年，參與恢復國民黨倫敦支部。1924年9月，從倫敦大學畢業後考入巴黎法國美術學院深造，此前一同在倫敦的邵洵美、傅斯年也從英國轉來法國。他還聯合謝壽康、徐悲鴻等中國留學生組織「天狗會」。1926年，張道藩一次以3幅美術作品入選法國巴黎沙龍春季美展；6月下旬，自歐返國，受劉海粟邀請在上海講學。8月1日，張道藩正式就任廣東省政府農工廳秘書，廳長是劉紀文。北伐後張道藩也應南京特別市市長劉紀文之邀，於1928年9月起兼任南京市政府秘書長。1928年5月，參與籌辦國立青島大學，後兼教務長。1930年12月，調任浙江省政府委員兼教育廳長。1931年6月，任中央組織部副部長，次年任交通部常務次長。1933年11月12日，張道藩與南京、上海、北平各地數十位美術家發起，在南京成立中國美術會，自任理事長。並組織劇團，排演話劇。1935年10月18日，在南京創辦國立戲劇學校。1938年1月，國民政府改組，陳立夫出任教育部長，張道藩為教育部次長，教科用書編輯委員會主委。1939年9月，任中央政治學校教務主任。1941年2月7日，根據蔣介石授意在中央宣傳委員會下組織成立『文化運動委員會』兼主委。
1942年，邀趙友培任中國國民黨中央委員會文化運動委員會秘書兼《文藝先鋒月刊》主編。12月，任中央宣傳部長。1946年，中央電影企業公司成立，擔任董事長；後當選為制憲國民大會代表。1948年，當選立法委員。1950年，隨國民政府遷徙至台灣，並繼續擔任中國國民黨中央委員會內中央組織部秘書等重要黨職。在文學活動的參與上，曾經受蔣經國的指示，與陳紀瀅、王藍、趙友培等人發起、成立中國文藝協會，還另行成立中華文藝獎金委員會及其機關刊物《文藝創作》，獎勵反共抗俄的優良文藝作品，生產出大批反共文藝（包括反共文學）作品，尤其推行所謂的「戰鬥文藝」，要作家、藝術家創作具有「反共抗俄」意涵的作品，放棄個人的創作自由，強調文藝的功用。相對於中華文藝獎金委員會，張道藩雖然是中國文藝協會的發起人，不過擔任過首屆常務理事以後，他就不過問協會裡的大小事。
創作方面，著有〈我們所需的文藝政策〉、〈三民主義文藝論〉這篇論述；劇本〈再相逢〉、〈密電碼〉、〈留學生之戀〉等作品。過世以後，他的劇本作品被人編輯成《張道藩戲劇集》；至於文學作品、論述則被九歌出版社編輯成《張道藩先生文集》，1999年出版。文學以外，也精通繪畫，因此他留下的畫作，後來被人編輯成《張道藩先生畫集》出版。
台灣文學史上，張道藩及其作為，具有相當大的爭議性，正、負面的評價都有。本土論者多持負面看法，認為：張道藩、陳紀瀅等人趁國民政府壓制言論自由、人民集會結社自由之時，依恃他們的立法委員身份及蔣家父子的指示，成立多個半官方性質的民間文藝團體，壟斷當時台灣的文藝資源，去生產大量反共文藝的作品；還遵循國民黨當局的意思，去推行極負爭議性的「文化清潔運動」。不過，中國文藝協會、中國青年寫作協會、中國婦女寫作協會等出身的作家，則相當肯定張道藩對台灣文藝的貢獻。1991年2月作家們召開「近代學人風範研討會」，以張道藩為主題；1997年12月14日，一些作家則在台北環亞飯店2樓舉行「張道藩先生百年誕辰紀念研討會」及「文藝運動對文壇的貢獻─從張道藩先生談起」的座談會。

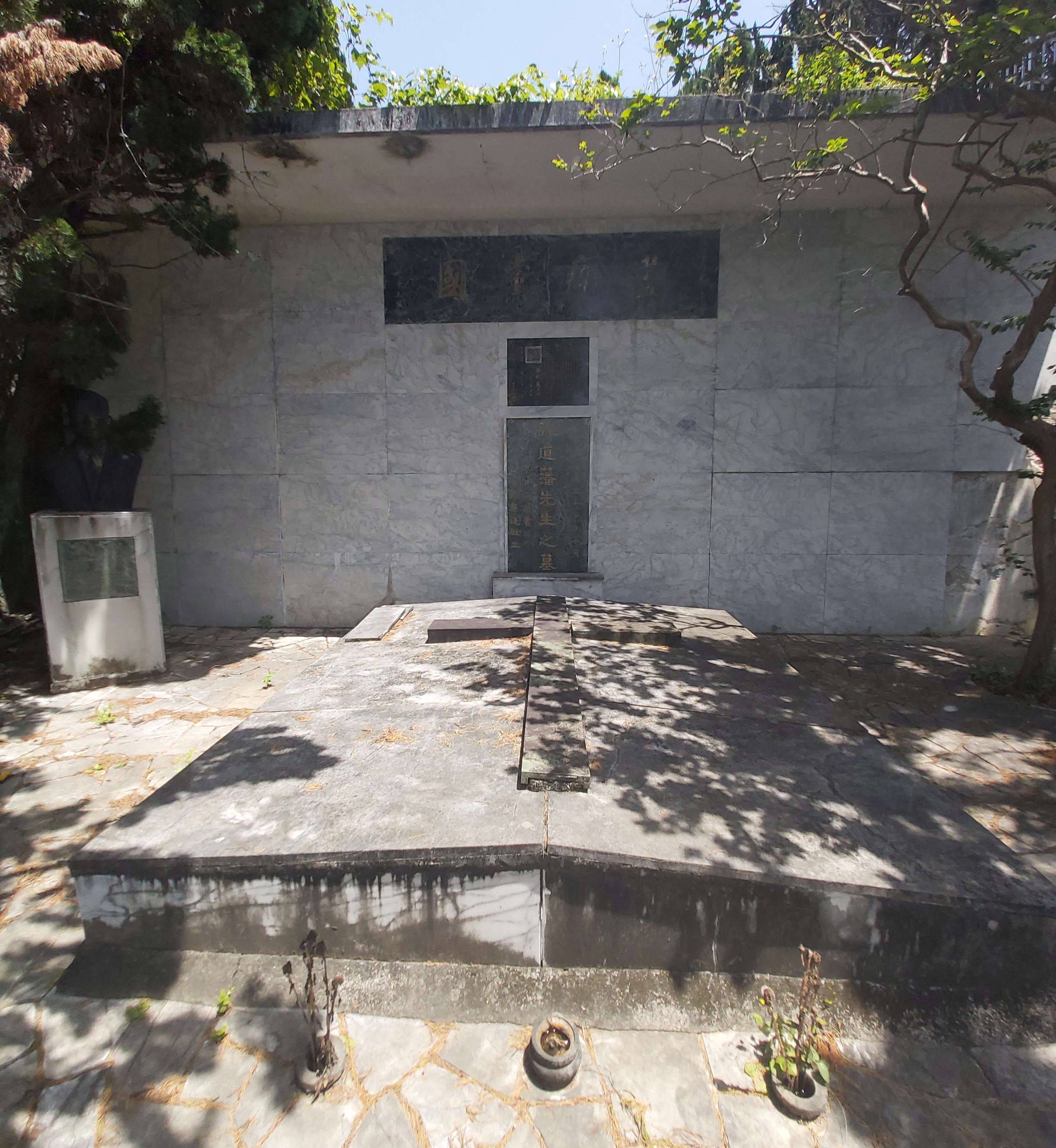
陽明山張道藩墓

1948年，貴州省第二區選出之立法委員1952年3月，當選立法院院長:70。3月4日，張道藩特假立法院舉行中外記者招待會，嚴斥吳國楨在美言論，並舉發其在臺灣省主席任內私自濫發鈔票、反對「耕者有其田」等行為。至1961年間，張道藩先後四度當選立法院長。1956年4月19日，因當時靖國神社並未合祀甲乙丙三級戰犯，訪問日本並參訪靖國神社，而此前不久的1955年8月，靖国神社刚刚举办过“終戦時自決者540柱慰霊祭”。

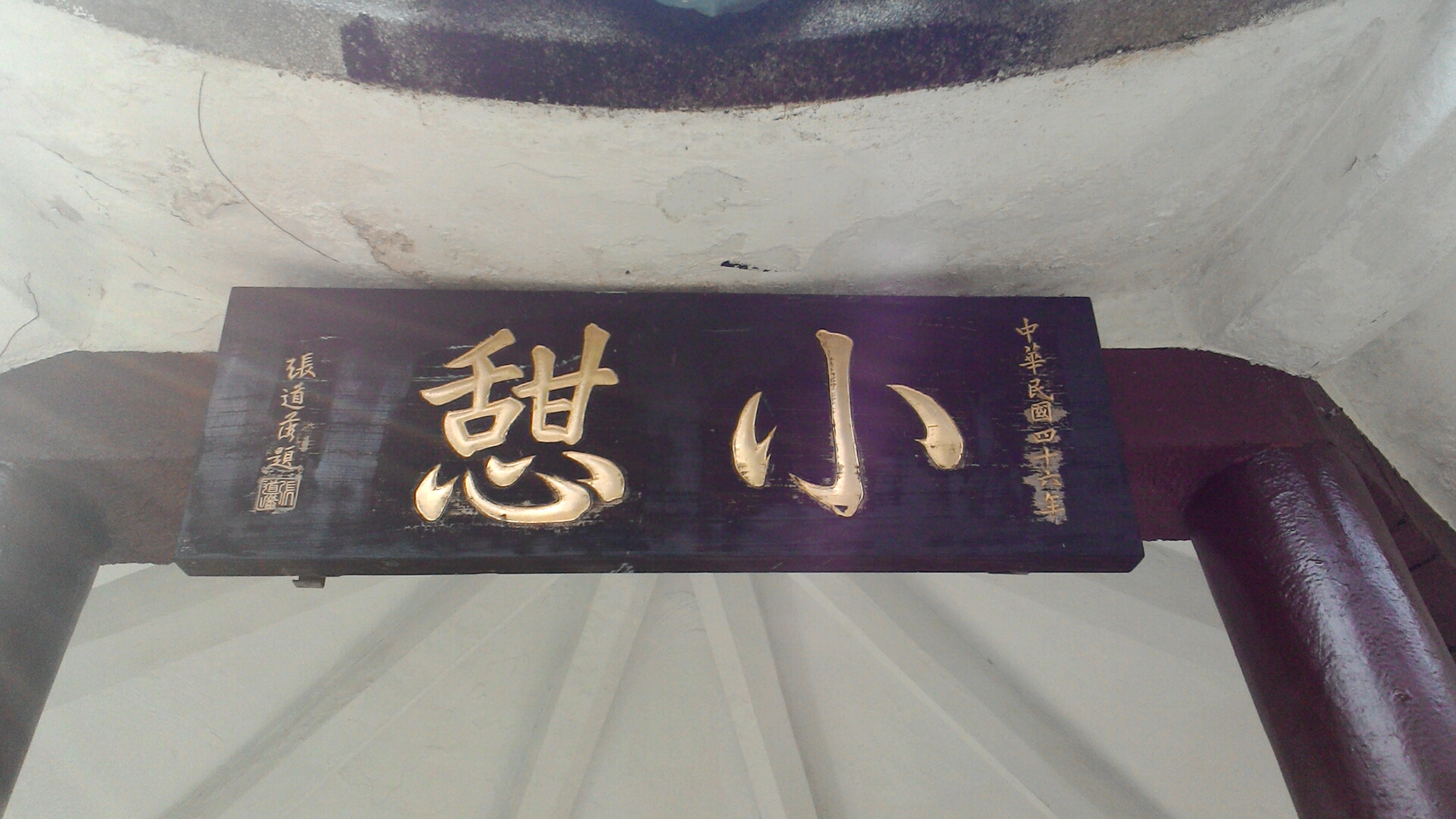
陽明公園內涼亭上張道藩所提的匾額,1957年

1968年6月12日，逝於台北，葬於陽明山第一公墓 。

## 轶事
- 張道藩与徐悲鸿的妻子蒋碧微的婚外恋，是民国文艺界的一大花边新闻。[10]
- 1938年，北平国立艺专与杭州艺专合并，张道藩因曾欲在杭州艺专谋职并追求蔡威廉（蔡元培之女）未果，联合北方派人士，胁迫蔡及其丈夫林文铮辞职出走前往昆明。间接影响蔡林二人的命运走向，致使悲剧发生。[11]

## 紀念館
台北市立圖書館設有道藩紀念圖書館，簡稱「道藩分館」，館舍座落於台北市大安區辛亥路3段11號3樓。
國立政治大學外語學院院館，也被命名為「道藩樓」以紀念之。

## 外部連結
| 前任： 黃國書(代理) | 中華民國立法院院長 1952年3月11日─1961年2月24日 | 繼任： 黃國書 |